# Ikon (Band)
IKON ist eine australische Gothic-Rock- und Post-Punk-Band.

## Geschichte

### Gründung und Anfangsjahre
Beeinflusst von Gruppen wie Joy Division und den frühen New Order begannen Chris McCarter (Gitarre, Keyboard, Gesang) und Dino Molinaro (Bass) 1988 während ihrer High-School-Zeit in Melbourne gemeinsam Songs zu schreiben. Ihre Musikinstrumente erlernten sie durch das Nachspielen von Joy-Division-Stücken Zusammen mit Michael Carrodus (Gesang) gründeten sie die Band Death in the Dark. Nachdem Maurice Molella als Schlagzeuger die Band komplettierte wurde der Name der Band 1991 in IKON umbenannt. Die erste 7" Single „Why“ erschien 1992 auf dem Label Nile Records von Chris McCarter. Im Februar 1993 verließ Maurice Molella IKON und die Band beschloss fortan eine Drummachine zu nutzen.
Bereits im Juli 1993 wurde die 4-Track-7" EP „Echoes of Silence“ veröffentlicht und im Januar 1994 folgte das erste Album mit gleichem Titel. Neben den Einnahmen aus den vorangegangenen Veröffentlichungen konnte auch durch vermehrte Live-Auftritte schon im November 1994 ein neues Album mit dem Titel „In the Shadow of the Angel“ produziert werden. Im August 1995 wurde die erste Retrospektiv-Kollektion „A Moment in Time“ veröffentlicht. Weitere Veröffentlichungen waren die 4-Track-7"-EP „Condemnation“ und in Form einer MCD das Joy-Division-Cover „In a Lonely Place“. 
Der Rest des Jahres wurde mit dem Schreiben neuen Materials verbracht, das im März 1996 auf der MCD „Life Without End“ und im Mai 1996 auf dem Album „Flowers for the Gathering“ veröffentlicht wurde. Es folgte eine Tour in Australien und im Folgejahr sollte neues Material geschrieben werden. Michael Carrodus verließ 1997 jedoch die Band und gründete das Projekt „Chiron“. Chris McCarter übernahm den Gesang allein und gemeinsam mit Dino Molinaro wurden nunmehr die Songs erarbeitet. Im April 1998 konnte mit der MCD „Subversion“ ein erstes Lebenszeichen des Duos veröffentlicht werden. Das dann im Juni folgende Album „This Quiet Earth“ war das bis dahin erfolgreichste Album von IKON und erreichte in den Deutschen Alternativen Charts Platz 6. Auch Dino Molinaro verließ nun die Band und zu diesem Zeitpunkt war IKON quasi ein Soloprojekt von Chris McCarter. In dieser Konstellation wurde im Dezember 1998 die 8-Track-EP „Ghost in My Head“ veröffentlicht, die alle bisherigen Erfolge der Band toppte und Platz drei der DAC erreichte. Die Zusammenstellung „Dawn of the Ikonoclast 1991–1997“ beinhaltete rare Demoversionen und Remixe sowie Coverversionen von Lieblingsstücken der Band.

### Neue Wege
Im Jahr 1999 wurde IKON mit Valerios am Bass, Anthony Griffiths an der Gitarre und David Burns am Schlagzeug wieder eine Band in klassischer Besetzung, wie sie seit dem Weggang von Maurice Molella nicht bestand. In dieser Formation wurde im November 1999 die MCD „Lifeless“ veröffentlicht. Im Verlauf des Jahres 2000 wurden weitere Songs geschrieben und für eine neue Tournee geprobt. Mitte des Jahres 2000 kehrte dann für Valerios Dino Molinaro an den Bass zurück. Von August bis November wurden die neuen Songs im Studio aufgenommen. Aus dieser Studiosession wurde die MCD „The Shallow Sea“ veröffentlicht. Im Februar 2001 folgte dann das Album „On the Edge of Forever“. Nach der Veröffentlichung ging die Band auf Welttournee.
Mit den Konzerten in Europa hatten nun auch die europäischen Fans die Möglichkeit, IKON live zu erleben. Bei der Band selbst hinterließen 2002 das M’era Luna Festival in Hildesheim sowie 2003 das Wave-Gotik-Treffen in Leipzig, das im Jahr 2005 nochmals Ziel einer Tournee sein sollte, die größten Eindrücke. Neben Deutschland waren auch Frankreich, Belgien, England, Italien, Schweiz, die Niederlande und Dänemark Ziele von Konzerten in Europa. Während ihres letzten Europaaufenthaltes im Herbst 2009 waren neben Österreich auch Polen und Ungarn erstmals Ziele von Auftritten der Band. Diese Tour soll bis auf weiteres der letzte außeraustralische Tourneeaufenthalt gewesen sein.
„Angels to Ashes“ ließ einen Rückblick auf die Bandgeschichte der Jahre 1997 bis 2003 gewähren. Mit „Psychic Vampire“ folgte 2004 erstmals die Veröffentlichung neuen Materials auf einer 8-Track-EP. Der Titeltrack der EP war auch auf dem ein Jahr später veröffentlichten Album „Destroying the World to Save It“ zu finden. In den World-DJ-Native-Charts gelangte das Album auf Platz 21. Das Album wurde bereits ohne Anthony Griffith und David Burns eingespielt. Beide konzentrierten sich auf ihr Projekt The Redresser. Das Schlagzeug wurde wieder gegen einen Drumcomputer eingetauscht. An der Gitarre folgte Clifford Ennis, mit dem Chris McCarter gemeinsam das Projekt Jerusalem Syndrom betreibt. Clifford Ennis ist auch maßgeblich an dem Projekt "Subterfuge" beteiligt und gründete nach seinem Ausscheiden aus IKON die Band "Razorfade".
Bis zum nächsten regulären Longplayer sollten dann erneut vier Jahre vergehen. Überbrückt wurde die Zeit mit einer Singles-Kompilation namens „The Burden of History“ und einer zugehörigen ausgedehnten Tournee. Die EPs „League of Nations“ (2007) und „Amongst the Runes“ (2008) verkürzten ebenfalls die Zeit bis zum nächsten Album. Während dieser Zeit wurde IKON durch Anthony Cornish von der Band "The Revenant" unterstützt. 
Mit ihrem bislang letzte Album „Love, Hate and Sorrow“ von 2009 kehrte IKON zurück zu ihrem ersten Label Apollyon (Label). Mit „A Line on a Dark Day“ erschien 2010 auch die erste DVD der Band.
Anlässlich des 20-jährigen Bestehens veröffentlichten IKON ihre ersten beiden Alben in überarbeiteter Form und nutzten diesen Anlass für Konzerte in den Niederlanden, Belgien, Tschechien und Deutschland. Zur Band zurückgekehrt waren dabei Clifford Ennis an der Gitarre und David Burns am Schlagzeug. Höhepunkt war erneut das Wave-Gotik-Treffen in Leipzig. Als wiedererstarktes Quartett kündigten IKON für 2012 ein neues Studioalbum an. Zudem sollen die weiteren früheren Alben überarbeitet und wiederveröffentlicht werden.

## Stil
Einflüsse von Joy Division, New Order, Death in June, Kraftwerk, Killing Joke und Icehouse wurden zu einem bandeigenen Sound verwoben, der IKON zu einer Sonderstellung in der australischen Musikszene werden ließ. Die an Ian Curtis angelehnte Stimme Michael Carrodus’ tat ihr Übriges, um die Nähe zu Joy Division zu unterstreichen.

## Kollaborationen
Als Crimes of Passion veröffentlichten Chris McCarter, Dino Molinaro und Michael Carrodus 1997 das Album „Rites of Burial“. Die Stücke sind experimenteller und instrumentenlastiger mit eindringlichem, bedrohlichem Sprechgesang. Mit Loops und Noiseelemente ist dieses Projekt eher dem Industrial zuzuordnen und steht im Wesentlichen für sich und nicht als Anhängsel von IKON. Zunächst als Projekt mit anderen Musikern und Künstlern angedacht, wurde das Album zu einem Zeitpunkt erstellt und veröffentlicht, als IKON eigentlich ein Soloprojekt von Chris McCarter war. Weitere Aktivitäten im Rahmen des ursprünglichen Konzeptes erfolgten jedoch nicht. 
Im Verlauf der Bandgeschichte kam es wiederholt zu engeren Zusammenarbeiten mit anderen Bands. 2002 wurde gemeinsam mit der Band The Redresser eine Split-Single-Version von „Afterlife“ auf Vinyl veröffentlicht. Im Jahr 2005 folgte ebenfalls auf Vinyl eine Split-Single-Veröffentlichung mit der deutschen Gothic-Rock-Formation The House of Usher.
Chris McCarter ist außerdem gemeinsam mit Clifford Ennis beim Projekt Jerusalem Syndrom tätig. Für das 2000er Projekt The Seventh Dawn unterstützte er seine Schwester Susan McCarter.

## Sonstiges
IKON sind Mitglied des Crash Frequency Collective, einem Zusammenschluss von australischen Future-Pop-/Elektro-/Alternative-Bands, die sich gegenseitig beim weltweiten Bekanntwerden unterstützen. In Australien werden IKON wegen ihres langanhaltenden internationalen Erfolges inzwischen als „AC/DC des Gothic“ bezeichnet.

## Diskografie

### Alben
- In the Shadow of the Angel (1994, Neuauflage 2011)
- Flowers for the Gathering (1996, Neuauflage 2011)
- This Quiet Earth (1998)
- On the Edge of Forever (2001)
- Destroying the World to Save It (2005)
- Love, Hate and Sorrow (2009)
- Everyone Everything Everywhere Ends (2014)

### Kompilationen
- A Moment in Time (1995)
- The Final Experience (1997, limitiert auf 1500 Kopien)
- Dawn of the Ikonoclast 1991-1997 2CD (1999)
- From Angels to Ashes (2003)
- The Burden of History the Singles 1992-2007 2CD (2007)
- As Time Goes By (The Original IKON) (2007)

### EPs
- The Echoes of Silence (1994)
- Ghost in My Head (1998)
- Psychic Vampire (2004)
- League of Nations (2007)
- Amongst the Runes (2008)

### Singles
- Why (7" Single, 1992)
- The Echoes of Silence (7" Single, 1994)
- Condemnation (7" Single, 1995)
- In a Lonely Place (1995)
- Life Without End (1996)
- Subversion (1998)
- Reality Is Lost (1999)
- Lifeless (1999)
- The Shallow Sea Pt. 1 (2000)
- The Shallow Sea Pt. 2 (2000)
- Blue Snow Red Rain (10" Single, 2001)
- Afterlife (7" Single, 2002)
- Afterlife (2002)
- Ceremony (2003)
- Psychic Vampire (2004)
- I Never Wanted You (2004)
- Death by Dawn (7" Single, 2005)
- Rome (2005)
- Without Shadows (2006)
- A Lione on a Dark Day (2010)
- Driftwood (2010)
- Torn Apart (2011)
- Where Do I Go from Here (2011)
- Azkadelia (2012)
- Subversion (2013)
- I Burn for You (2014)
- Stolen (2014)
- Black Noise (2015)

### Inoffizielle Veröffentlichungen
- Black Friday (Live at the Blackout Club, Rome, Italy) (2003)
- Twilight Zone (Live at Eurorock Belgium 2001) (7" Single/2003)
- Tyranny of Distance (Live in Australia 2002) (2002)
- A Tale from the Darkside (Live in Berlin 2001) (2001)
- Black Radio (Live at Esplanade Hotel, Melbourne 1994) (2001)
- The Trial of Destiny (live in Melbourne 1999) (2000)
- Secrets Within (rare tracks) (1999)
- Black Radio (Live at Esplanade Hotel, Melbourne 1994) (12"/1995)
- Thank You Very Much, Goodnight (Live in Melbourne 1994) (1994)
- Out of Balance, Out of Tune (Live in Melbourne 92/93) (1993)

### DVDs
- A Line on a Dark Day (2010)
- Torn Apart (2011)